# Gravity-Daniell-Element
Das Gravity-Daniell-Element bezeichnet eine Gruppe von verschiedenen Weiterentwicklungen des 1836 entwickelten Daniell-Elements, eine historische galvanische Zelle. Gravity-Daniell-Elemente wurden als Energiespeicher unter anderem in der elektrischen Telegrafie bis Anfang des 20. Jahrhunderts eingesetzt, sie zählen zu den so genannten Nassbatterien.

## Aufbau

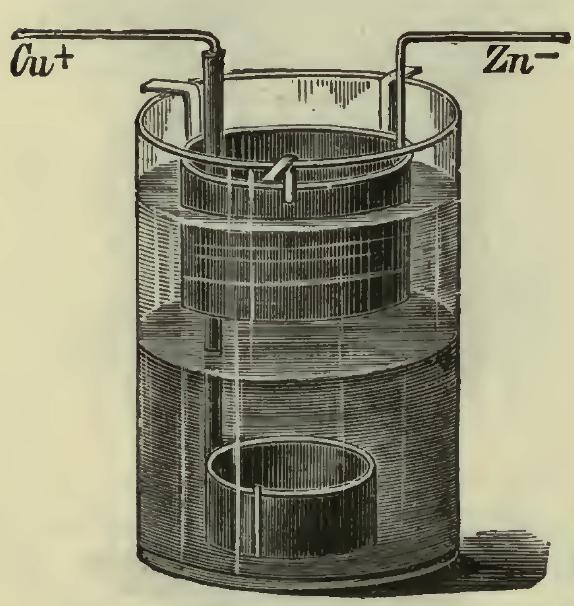
Schematische Darstellung eines Gravity-Daniell-Element, Bauform Callaud.

Wie das Daniell-Element bestehen alle Gravity-Daniell-Elemente aus zwei Halbzellen mit einer negativen Elektrode aus Zink in einer Zinksulfatlösung und einer positiven Elektrode aus Kupfer in einer Kupfersulfatlösung. Im ursprünglichen Daniell-Element sind die beiden Sulfaltlösungen durch ein Diaphragma, auch als Salzleiter bezeichnet getrennt, das als Ionenleiter dient, und aus  Steingut (Tonerde) besteht. Wegen dieses Diaphragmas beträgt der Innenwiderstand einer Daniell-Zelle rund 10 Ω, was bei einer Elementspannung von 1,1 V einen maximalen Entladestrom im Bereich von 100 mA zulässt, der für viele Anwendungen zu wenig ist.
Zur Verringerung des Innenwiderstandes des Daniell-Elements wurde das hochohmige Diaphragma weggelassen und die beiden Sulfatlösungen in direkten Kontakt gebracht. Um eine unerwünschte Durchmischung zu verhindern, die zum Ausfall des Elements führen würde, wird die unterschiedliche Dichte der beiden Sulfatlösungen zur Separierung ausgenutzt, woraus auch die Bezeichnung Gravity für Gravitation stammt. Im oberen Bereich der Gravity-Daniell-Elemente befindet sich die leichtere Zinksulfatlösung mit Zinkelektrode, die als Ring oder als Gitter ausgeführt sein kann, darunter die dichtere Kupfersulfatlösung mit einer Kupferelektrode. Diese Art von galvanischen Elementen hatten einen deutlich geringeren Innenwiderstand im Bereich von 1 Ω.
Allerdings sind diese Zellen empfindlich auf Erschütterungen, können nur in vertikaler Lage betrieben werden, und lassen sich im Betrieb nicht transportieren, womit mobile Anwendungen ausgeschlossen sind. Außerdem führt das Fehlen eines Diaphragma bei längerer Lagerung der Zellen zu einer verstärkten Diffusion der beiden Sulfatlösungen und zur Selbstentladung. Gravity-Zellen wurde daher unmittelbar vor der Inbetriebnahme zusammengestellt und der Becher langsam mit den Sulfatlösungen aufgefüllt, um eine Durchmischung zu vermeiden.

## Bauformen
In Summe gibt es mehrere unterschiedliche Bauformen von Gravity-Daniell-Element, welche nach ihren Entwicklern benannt sind.

### Meidinger-Element

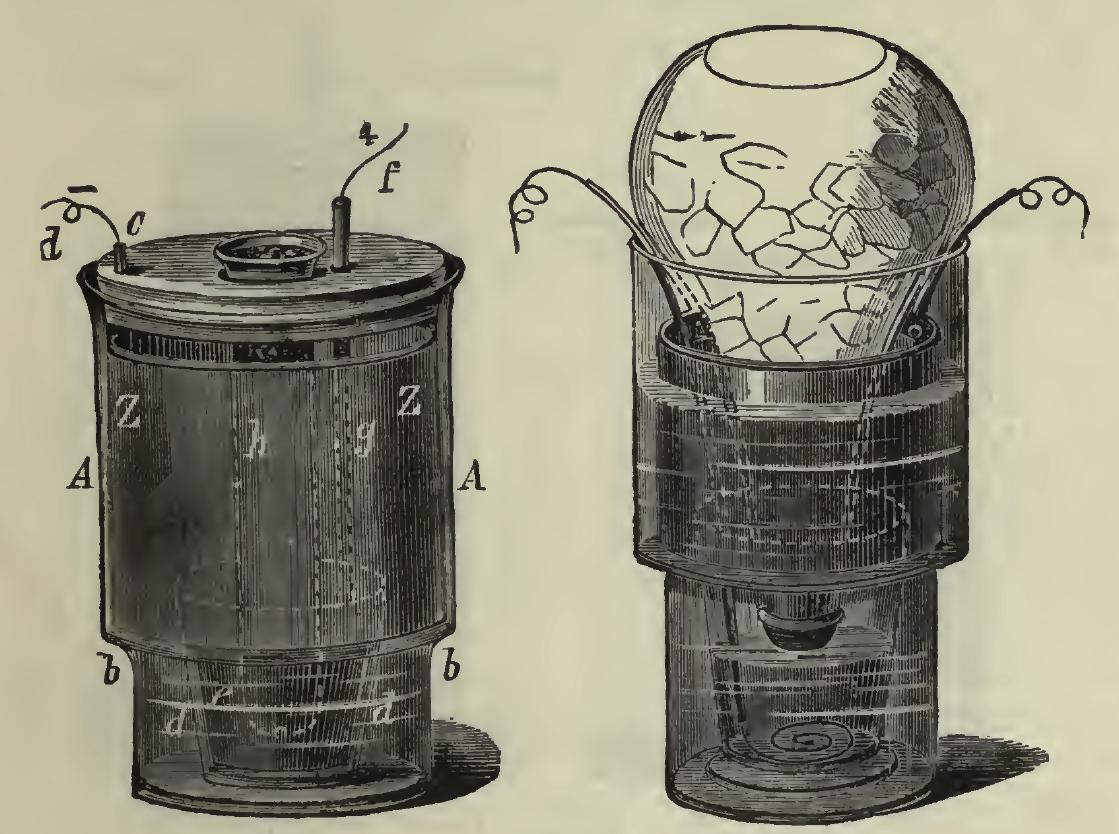
Verschiedene Bauformen des Meidinger-Elements

Das Meidinger-Element, benannt nach dem Physiker Heinrich Meidinger, besteht im unteren Bereich aus einem Glasbecher, welcher mit Kupfersulfatlösung gefüllt ist (mit d d in der Zeichnung beschriftet), welcher die innen angebrachte Glasröhre h und die im unteren Bereich eingelegte und isoliert nach oben geführte Kupferelektrode umschließt. In der zentrisch im Inneren liegenden  Glasröhre befindet sich ein Vorrat an festen Kupfersulfat, welcher durch eine kleine Öffnung im unteren Bereich in die Kupfersulfatlösung übergehen kann. Der Bereich oberhalb (mit A A beschriftet) ist mit dem leichteren Zinksulfat gefüllt, stellt also die Zinkelektrode dar. Der Glasbecher im unteren Bereich hat auch die Aufgabe, die Durchmischung der beiden Lösungen möglichst lange zu verzögern.
Das Meidinger-Element wurde in verschiedenen Formen gebaut, wie in der rechten Darstellung abgebildet.

### Callaud-Element
Durch den konstruktiv vergleichsweise komplizierten Glasaufbau des Meidinger-Elementes wurde um 1860 das Callaud-Element entwickelt (wie oben abgebildet), welches wegen seiner Einfachheit über Jahrzehnte im Telegrafiebereich Verwendung fand. Diese einfachste Form einer Gravity-Zelle besteht nur aus einem Becher, in welchem die beiden Sulfatlösungen übereinander eingebracht werden. Die Kupferelektrode (manchmal mit festen Kupfersulfatkristallen im Bodenbereich für eine höhere Ladungsmenge ergänzt) ist im unteren Bereich; die Zinkelektrode befindet sich im oberen Bereich und wird am Becherrand eingehängt.

### Lockwood-Element

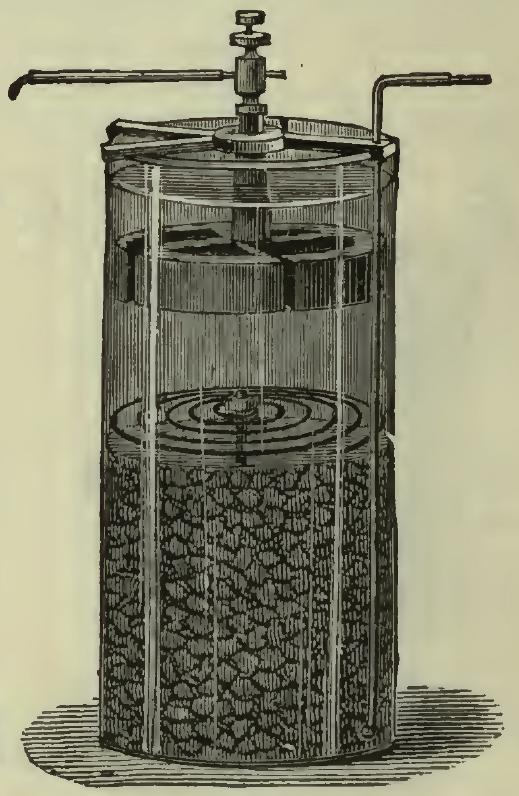
Lockwood-Element

Eine Verbesserung der Elektrodenform mit einer gesteigerten Kapazität stellt das zum Callaud-Element ähnlich aufgebaute Lockwood-Element dar. Die oben liegende Zinkelektrode ist in massivem Zink ausgeführt. Im unteren Bereich ist die spiralförmige Kupferelektrode in ein Reservoir aus Kupfersulfat eingebettet.